# Doloma leucocephala
Doloma leucocephala là một loài bướm đêm trong họ Geometridae.